# پن (فیلم)
پن (به انگلیسی: Pan) یک فیلم فانتزی ماجراجویی آمریکایی به نویسندگی جیسون فوکس و کارگردانی جو رایت است. در این فیلم بازیگرانی همچون هیو جکمن، گرت هدلند، رونی مارا و آماندا سایفرد ایفای نقش می‌کنند. داستان فیلم به عنوان پیش درآمدی بر رمان پیتر پن، اثر نویسنده اسکاتلندی جیمز بری، در سال ۱۹۰۴ به شمار می‌رود. فیلم پن برای نخستین بار در ۲۰ سپتامبر ۲۰۱۵ در شهر لندن به نمایش در آمد و سپس در ۹ اکتبر ۲۰۱۵، توسط شرکت وارنر برادرز در ایالات متحده اکران شد.

## چکیده داستان
می بینیم که شبی، در حومه لندن، در سال ۱۹۲۶، یک زن، جوان، بسیار چابک، با پریدن از روی دروازه ای به ارتفاع سه متر، با یک جست، وارد پرورشگاهی می شود. او نوزادی را که به گرمی در سبدی پیچیده شده است در آستانه در ورودی یتیم خانه بر زمین می گذارد و گردن بندی به گردنش می آویزد که نشان فلوت پان نقره ای رنگی بر آن حک شده، و به همراه آن پاکتی با نام «پیتر»  برجا می گذارد و با اینکه این رها کردن نوزاد قلبش را پاره پاره می کند، مادر بی آنکه سر برگرداند، به شتاب از  آن محل می گریزد. پیتر پان در این پرورشگاه تحت سلطه وحشیانه خواهران روحانی بزرگ می شود که یتیم خانه را با اقتدار در طول جنگ جهانی دوم ۳۹-۴۵ اداره می کنند.
اما پیتر و رفیقش از فرط  نافرمانی، حبس، مجازات، و پنهان کاری، مخفیگاه «خواهر روحانی رئیس» را کشف می کنند و در اتبار ذخایرش، در آن زمان قحطی ها و بمب گذاریها، نامه ای از مادر پیتر را پیدا می کنند که او حتی از وجودش هم خبری نداشته، نامه خطاب به پیتر نوشته شده و او برای باز کردنش شتاب دارد. چون پیتر خوب نمی تواند بخواند، رفیقش آن را می خواند و به او می گوید که مادرش براستی وجود دارد و به جستجوی او خواهد آمد.
هنگامی که ناگهان دزدان دریایی، در قایقهای سبک خود، در نیمه شب، دقیقاً در سال ۱۹۳۸، درشب ماه چهارده، به یتیم خانه از روی پشت بام نزدیک می شوند تا با همدستی خواهران روحانی، که یتیم ها را برای بهبود اوضاع خود می فروشند، و بچه ها را در «خواب» می روبایند تا آنها را در واقع به سرزمین خیالی به رهبری ریش سیاه وحشتناک ببرند. 
زندگی به اندازه وعده داده شده جادویی نیست و ریش سیاه از تمام تازه واردان، جوان یا پیر، به عنوان برده، محکوم به استخراج یک ماده معدنی جادویی به نام «پیکوم» که متعلق به پری ها است، بهره برداری می کند و به کسانی که آن را مصرف می کنند جاودانگی می دهد.
او موفق به فرار می شود، و به جستجوی پری ها می رود به این امید که به او کمک کنند تا مادرش را که ملکه است، پیدا کند.